# Марискаль, Федерико
Федерико Эрнесто Марискаль Пинья (исп. Federico Ernesto Mariscal Piña, 7 ноября 1881 года, Сантьяго-де-Керетаро, Мексика — 22 августа 1971 года, Мехико) — мексиканский архитектор, профессор и писатель, брат архитектора Николаса Марискаля Пинья. Считается одним из самых крупных мексиканских архитекторов своего времени.

## Биография
Родился 7 ноября 1881 года в городе Керетаро, был младшим из семи детей Алонсо Марискаля Фагоаги и Хуаны Пинья Савиньон. Федерико выбрал архитектуру и сделал блестящую карьеру в Национальной школе изящных искусств Академии Сан-Карлоса. Диплом архитектора получил 24 декабря 1903 года.
С большим желанием вёл преподавательскую деятельность на архитектурном факультете Национального автономного университета Мексики, где занимал должность профессора с 1909 по 1969 год. Эти годы продемонстрировали его вклад в архитектурную профессию, личный интерес к преподаванию культурного наследия страны, а также любовь и уважение к прошлому. За более чем 60 лет непрерывной преподавательской деятельности он был наставником большинства архитекторов, окончивших UNAM, и почти всех выдающихся архитекторов Мексики; его называли «архитектором архитекторов».
В его послужном списке более 130 спроектированных и построенных объектов: театры, общественные здания, церкви и жилые дома. Федерико Марискаль продемонстрировал свой композиционный потенциал в 1910 году, создав недолговечный и малоизвестный памятник: Кенотаф Героям Независимости в центральном дворе Национального дворца, задуманный после празднования столетия независимости 6 октября 1910 года.
С 1906 по 1908 год выполнил свой первый крупный проект — здание Генеральной инспекции полиции в районе Сан-Хуан в Мехико, ставшее шестым полицейским участком. Здесь архитектор продемонстрировал своё знание английской и нормандской готики.
В мае 1917 года спроектировал и построил Городской театр Эсперанса Ирис (ныне Театр Мехико) совместно с архитектором Игнасио Капетильо-и-Сервином. Год спустя театр был открыт в присутствии президента Венустиано Каррансы. Здание фактически представляло собой перестройку старого театра Шикотенкатль, спроектированного теми же архитекторами в 1912 году и открытого оперой «Аида».
В 1928 году Марискаль написал новаторскую книгу о доиспанской архитектуре, основанную на его поездке в 1926 году в регион майя для разработки планов различных церемониальных центров. С 1932 по 1934 год он планировал расширение, реставрацию и сохранение функционалистского здания на углу улиц Гватемала и Аргентина (где спустя годы были раскопаны Темпло-Майор), которое, к сожалению, исчезло.
В 1933 году Марискаль получил докторскую степень по изобразительным искусствам в Национальном автономном университете Мексики, став первым, кто получил это звание. Он дважды занимал пост директора национальной школы, ныне архитектурного факультета, а также был председателем правления UNAM.
По просьбе тогдашнего президента Паскуаля Ортиса Рубио Марискаль завершил строительство Дворца изящных искусств в 1934 году. Для этого он внёс изменения в первоначальный проект архитектора Адамо Боари, особенно в отделку интерьера. С 1942 по 1948 год Марискаль строил Дворец правительства Федерального округа, расположенный к юго-востоку от площади Конституции, между проспектами 20 ноября и Пино Суарес, в сотрудничестве с архитектором Фернандо Бельтраном-и-Пуга. Главной задачей этого проекта было возведение нового, функционального здания в колониальном стиле, которое визуально дополняло бы Старую ратушу и гармонировало с другими зданиями на площади Конституции.
В 1950 году Марискаль получил ещё одну докторскую степень: почётную степень Гаванского университета, Куба. В 1951 году, вернувшись к профессиональной деятельности, совместно с сыновьями Энрике и Алонсо, доработал формальный стиль и спроектировал здание государственного реестра недвижимости и земельного кадастра, в котором прослеживается влияние Ле Корбюзье: здание построено на мощных бетонных опорах, оставляющих открытую планировку на первом этаже. Это здание относится к так называемому интернациональному стилю.
Библиография Марискаля включает более двухсот работ, среди них статьи по архитектуре, книги, эссе, лекции и биографии, в том числе «Ботанические заметки» (1897), «Географические заметки» (1898), «Родина и национальная архитектура» (1915), «Современная архитектура» (1928) и «Рост города и его развитие на протяжении многих лет» (1930).
Марискаль — основатель и президент Коллегии архитекторов в Мексике, президент Мексиканского общества архитекторов; член Мексиканского общества географии и статистики и Мексиканской исторической академии. Он был членом нескольких ведущих архитектурных обществ в таких странах, как США, Англия, Аргентина и Испания. Командор Королевского ордена Короны в Италии и член Национальной академии искусств и литературы Кубы. В 1984 году Отделение аспирантуры Школы архитектуры Национального университета Мексики (UNAM) учредило кафедру имени Федерико Э. Марискаля.
Федерико Марискаль скончался в возрасте 90 лет у себя дома в Мехико 22 августа 1971 года.

## Известные работы
- Городской театр Эсперанса Ирис (1917) с Игнасио Капетильо-и-Сервином.
- Здание правительства Мехико (1941—1948) с Фернандо Бельтраном и Пугой
- 6-е здание полицейской инспекции (1906) на углу улиц Виктория и Ревиллахигедо.
- Интерьер Дворца изящных искусств (1932—1934)
- Здание Sotres y Dosal (1917 г.) на углу улиц Коррео Майор и Венустиано Карранса.
- Здание Reo Durkin Motors (1927) (разрушено)
- Собор Чилапы (1945)
- Собор Пресвятой Девы Марии  в Акапулько
- Здание Сельскохозяйственного и ипотечного банка Мексики (1904) на улице Республики Уругвай, 45, с улицами Николаса Марискаля [3] и Мигеля Ребольледо.
- Мастер-классы Тостадо (1922 и 1923) Угол Мины с Герреро
- Здание по адресу: улица Венустиано Карранса, 119 (1947)
- Здание государственного реестра имущества (1950) по адресу: улица Вильялонгин, 15